# Raffenaldia primuloides
Raffenaldia primuloides är en korsblommig växtart som beskrevs av Dominique Alexandre Godron. Raffenaldia primuloides ingår i släktet Raffenaldia och familjen korsblommiga växter. Inga underarter finns listade i Catalogue of Life.

## Bildgalleri

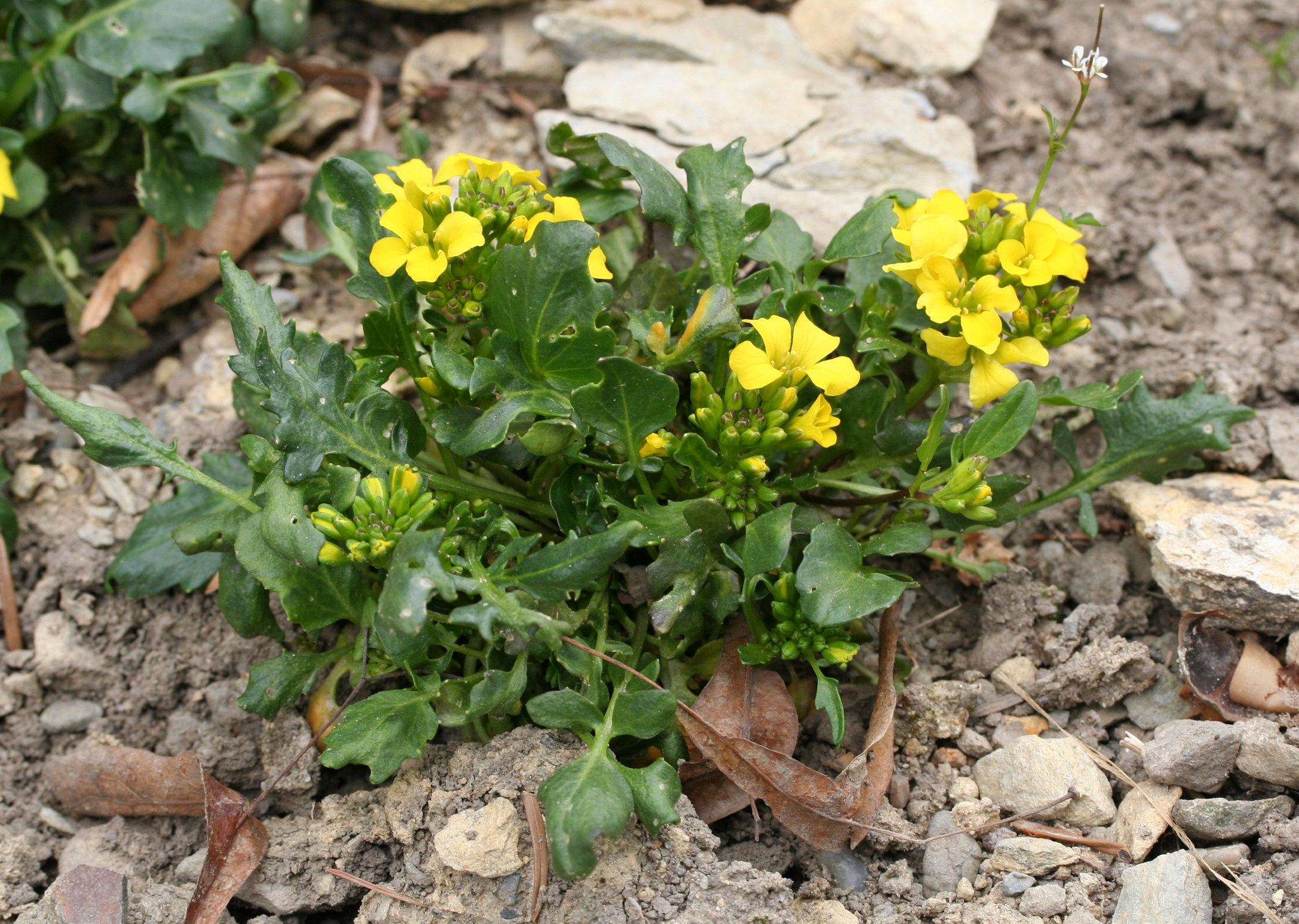